# Alastair Fothergill
Pour les articles homonymes, voir Fothergill.
Alastair Fothergill est un producteur et réalisateur britannique de films documentaires né le 10 avril 1960 au Royaume-Uni.
Il est considéré comme le "Spielberg des films animaliers" par le Wall Street Journal[réf. nécessaire]. 

## Filmographie
Comme producteur
- 1990 : Les défis de la vie (The Trials of Life, série télévisée)
- 1993 : Life in the Freezer (série TV)
- 1999 : The Living Edens (série télévisée)
- 2001 : The Blue Planet (série télévisée)
- 2002 : Nature (série télévisée)
- 2006 : The Making of Deep Blue (vidéo)
- 2006 : Planète Terre (Planet Earth, série télévisée)
- 2011 : Frozen Planet (en) (série télévisée)
- 2022 : Ours polaire (par DisneyNature)

Comme réalisateur
- 1993 : Life in the Freezer (série télévisée)
- 2001 : The Blue Planet (série télévisée)
- 2003 : La Planète bleue (Deep Blue)
- 2006 : The Making of Deep Blue (vidéo)
- 2006 : Planète Terre (Planet Earth, série télévisée)
- 2007 : Planet Earth: The Filmmakers' Story (making of)
- 2007 : Un jour sur Terre (Earth)
- 2011 : Félins (African Cats, produit par Disneynature)
- 2012 : Chimpanzés (Chimpanzee, produit par Disneynature)
- 2014 : Grizzlis (Bears, produit par Disneynature)
- 2015 : Prédateurs (The Hunt, série télévisée)
- 2018 : Blue (Disneynature)
- 2019 : Notre Planète (Our Planet, série documentaire)
- 2019 : Penguins (produit par Disneynature)
- 2022 : Ours polaire (par DisneyNature)

## Distinctions
- Trophée de l'œuvre européenne lors des Trophées du Film français 2004 pour La Planète bleue.